# Olivier Jacque

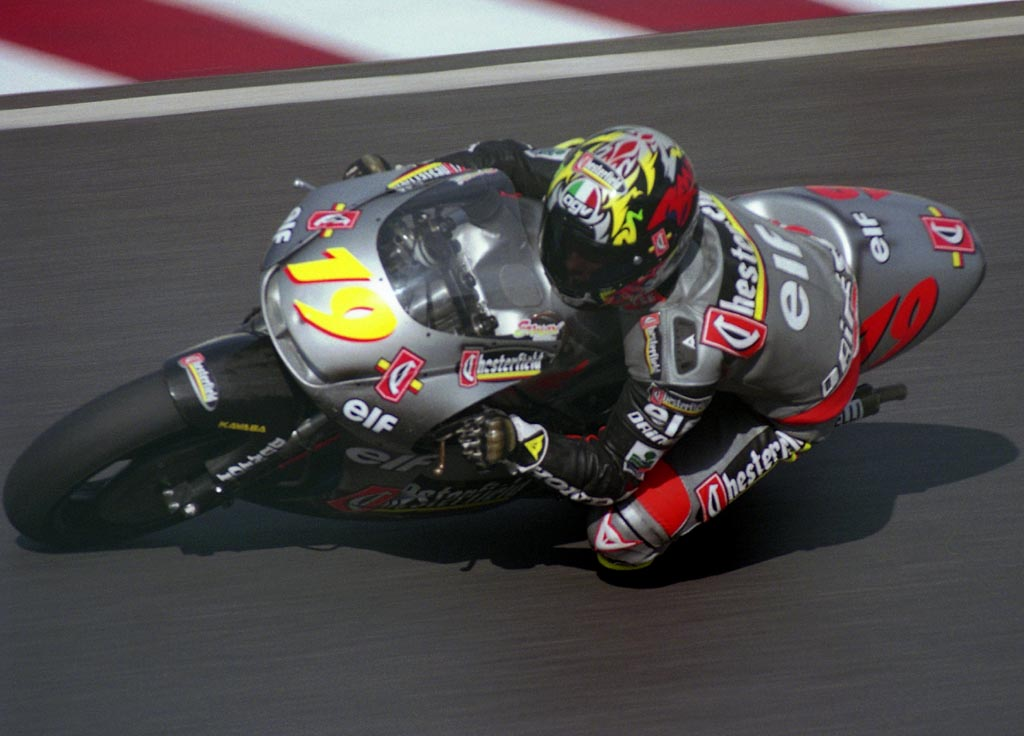
Olivier Jacque tijdens de Grand Prix van Japan, 1996

Olivier Jacque (29 augustus 1973, Villerupt, Frankrijk) is een
Frans motorcoureur.
Olivier Jacque nam in 1990 aan zijn eerste races deel en een jaar later eindigde hij als vierde in de regionale kampioenschappen van Lotharingen. Een resultaat dat voor hem gepaard ging met een overstap naar de nationale 125 cc-competitie.
Zijn prestaties werden opgemerkt door Marc Fontan die hem contracteerde om naast Regis Laconi in het 250 cc EK te rijden. In 1994 eindigde hij daarin als runner-up.
Het volgende jaar werd hij opgenomen in het Tech 3-team om aan het WK 250 cc deel te nemen en in 2000 behaalde hij daarin de titel.
Jacque bleef het Tech 3-team trouw toen dat in 2001 met een Yamaha YZR500 de overstap naar de 500 cc maakte. De verwachtingen kon hij echter niet waarmaken omdat hij in de volgende twee seizoenen continu geplaagd werd door blessures.
Jacque mocht helemaal aan het eind van het seizoen 2002 kennismaken met de M1.
In de jaren daarna trad hij incidenteel aan in de MotoGP klasse voor Kawasaki waarbij hij naam maakte als 'regenrijder'.
In juni 2007 kondigde hij aan zijn actieve carrière te beëindigen vanwege lichamelijke problemen. In de maanden daaraan voorafgaand was hij enkele keren ten val gekomen wat hem enkele zware blessure opleverde. Hij blijft wel actief als testrijder voor Kawasaki.
Behaalde resultaten:
- 2000 - 250 cc - wereldkampioen